# Kamenice (ort i Tjeckien, Mellersta Böhmen)
Kamenice är en ort i Tjeckien.   Den ligger i regionen Mellersta Böhmen, i den centrala delen av landet, 24 km sydost om huvudstaden Prag. Kamenice ligger 381 meter över havet och antalet invånare är 3 011.
Terrängen runt Kamenice är huvudsakligen platt, men åt sydväst är den kuperad.Runt Kamenice är det ganska tätbefolkat, med 108 invånare per kvadratkilometer. Närmaste större samhälle är Říčany, 11,3 km nordost om Kamenice. I omgivningarna runt Kamenice växer i huvudsak blandskog.